# Esbo domkyrka

Esbo domkyrka är en finländsk domkyrka i Esbo stift inom den evangelisk-lutherska kyrkan i Finland. Domkyrkan fungerar också som hemkyrka för Esbo svenska församling samt med Esbo domkyrkoförsamling. Kyrkan som är helgat åt aposteln Matteus är en av de viktigaste historiska byggnader i Esbo.
Esbo kyrka blev domkyrka i januari 2004 och är därmed det yngsta av Finlands domkyrkor trots att den byggdes under medeltiden.

## Historia och arkitektur

### Medeltiden
Esbo kapell avskildes från Kyrkslätt i mitten av 1400-talet. Av källorna framgår att kapellet fanns på 1460-talet medan övergången till kyrksocken torde ha skett innan stenkyrkan började byggas åren 1485-1490. Som kyrksocken nämns Esbo första gången år 1492.
Esbo domkyrka är en medeltida gråstenskyrka och den äldsta bevarade byggnaden i Esbo. Dessutom är domkyrkan möjligen den äldsta bevarade byggnaden i huvudstadsregionen efter S:t Lars kyrka i Vanda. Enligt Markus Hiekkanen visar stilmässiga drag samt en dendrokronologisk analys av de ursprungliga syllstockarna och byggnadsställningarna entydigt att kyrkan byggdes mellan åren 1485 och 1490. 
Ursprungligen byggdes kyrkan som en treskeppig rektangulär hallkyrka med ett litet vapenhus och sakristia. Det fanns färre fönster än idag, och de var mindre. Väggar och takvalv var täckta med så kallade munkmålningar – alla kunde nämligen inte läsa 

### 1700-1800-talen
I slutet av 1700-talet hade Esbo omkring 1 900 invånare och kyrkan började bli trång, trots att utrymme hade utökats med hjälp av träläktare. Kyrkan byggdes ut enligt arkitekt Pehr Granstedts ritningar till en korsformad kyrka med tvärskepp åren 1821–1823. Vapenhuset hade redan rivits på 1810-talet. För att bygga tvärskeppet revs mittpartierna av kyrkans sidoväggar, två tegelpelare samt sex takvalv som vilade på dessa. Tvärskeppets ytterväggar murades på samma sätt som de ursprungliga stenväggarna, men deras detaljer antyder en modernare empirestil, liksom även de nya tunnvalven som murades av tegel.

### 1900-talet och restaureringar
I början av 1900-talet började man uppskatta medeltida stenkyrkor i och med nationalromantikens popularitet. Tvärskeppet dominerade kyrkans interiör. För att återställa interiörens balans gjordes en stjärnvalvskonstruktion i korsmitten under professor Armas Lindgrens renovering på 1930-talet, vilken restes högre än det tidigare tunnvalvet. Ursprungligen var avsikten att mura valvet av tegel, men man valde istället en betongkonstruktion med ribbor i tegelstil. De kalkmålningar som täckts över i slutet av 1700-talet i östra och västra korsarmarna samt i stjärnvalven togs fram igen. De framträdande målningarna skildrar världshistorien från skapelsen till frälsningen samt vardagliga motiv som hästhandel och mjölkning. Vid restaureringen byggdes även, vid norra gaveln, en orgelläktare och mitt emot den en vanlig läktare. 
År 1981–1982 genomfördes en omfattande restaurering under ledning av professor Ola Hansson. Synliga effekter av detta blev att altaret flyttades fram och placerades mellan de två främsta pelarna i mittskeppet.I samma veva genomförde museiverket arkeologiska och byggnadshistoriska undersökningar.
I mars 2025 berättades att Esbo domkyrka stängs efter påsk samma år. Domkyrkan kommer bland annat att anpassas till dagens miljökrav. Renoveringen beräknas pågå i två år och under den tiden ska bland annat domkyrkans tak och fönster repareras, belysningen och ljudåtergivningen förbättras och oljepannan bytas ut mot fjärrvärme.

## Medeltida målningar
Esbo kyrka har al-seccomålningar från 1500-talet, dessa togs fram under restaureringen sedan de år 1791 täcktes över. Dessa målningar föreställer till största del bibliska händelser, men beskriver också vardagssysslor som mjölkning och hästhandel.

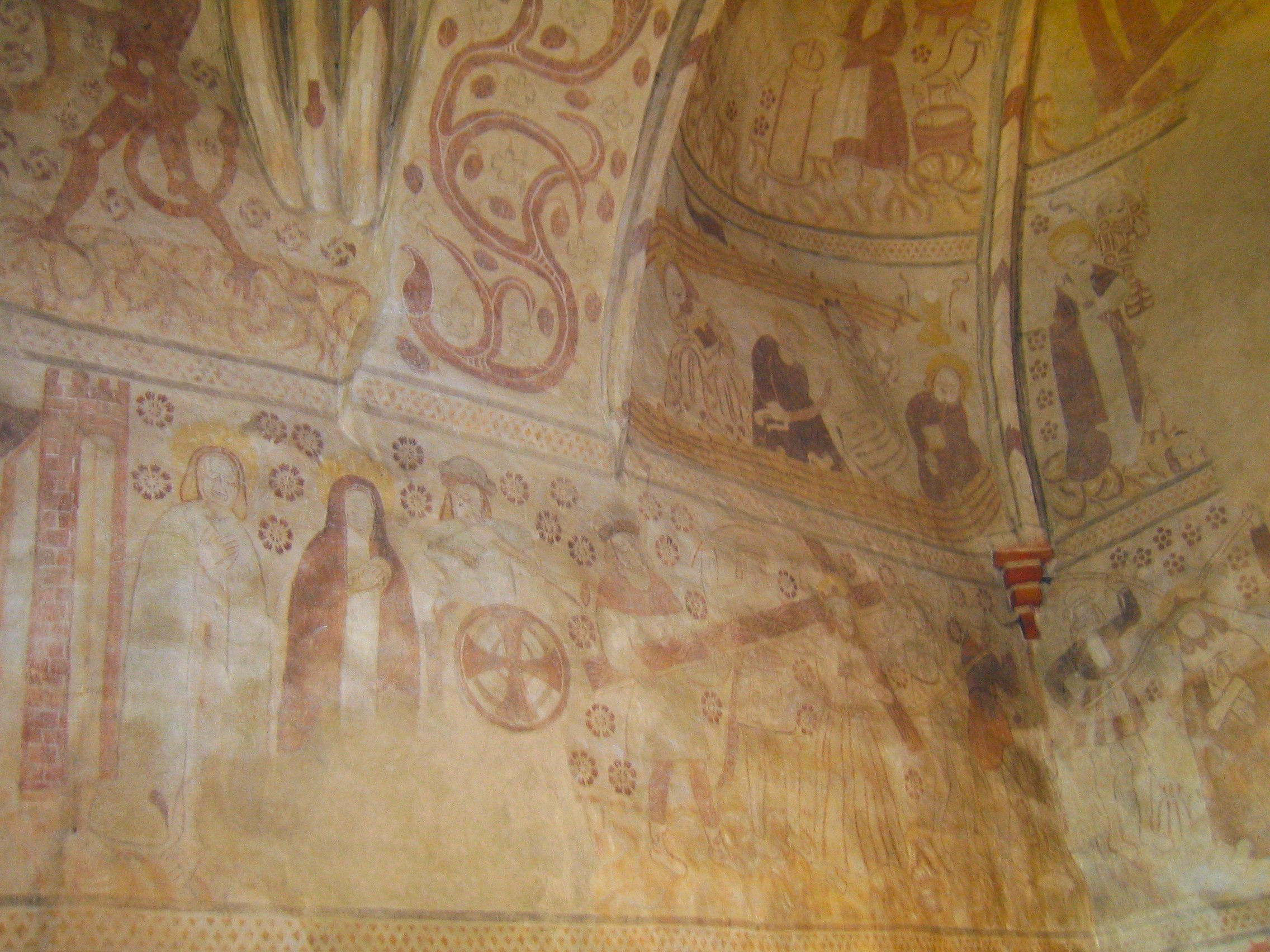
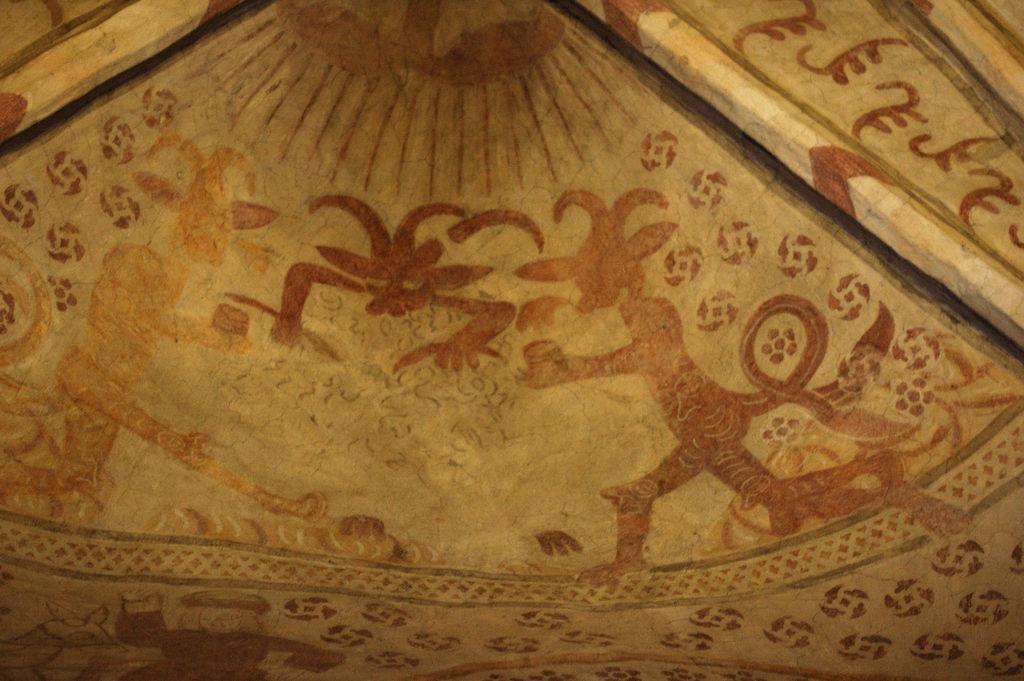

## Inventarier
Efter reformationen i början av 1500-talet fick kyrkan en predikstol och bänkar. Den nuvarande predikstolen är från 1690-talet. Kyrkan har haft en orgel sedan slutet av 1700-talet.

### Altaret
Den mest synliga förändringen efter 1982 års renovering var att altarbordet flyttades från östra änden till en plats mellan de främre pelarna. Kyrkan har idag cirka 550 sittplatser. Ovanför altaret placerades det träkrucifix från 1400-talet som tidigare funnits där. Krucifixet hade varit på annan plats i 150 år, senast på Nationalmuseum. Kyrkans altartavla utgörs av ett fönster med en glasmålning från 1942 av Gunnar Forsström, föreställande Bergspredikan.

### Gravar
Vid renoveringarna på 1980-talet genomfördes arkeologiska utgrävningar i kyrkan, och kvarlevor av esbobor som begravts under golvet återbegravdes på kyrkogården.

### Orgeln
Kyrkans nuvarande orgel blev färdig 2012. Den är byggd av orgelbyggaren Veikko Virtanen och har 42 stämmor. Orgeln representerar en tysk-romantisk tradition i Friedrich Ladegasts anda. Orgelns fasad är designad av den svenska arkitekten Ulf Oldæus, som är specialiserad på orgelfasader.
Kyrkans tidigare orgel byggdes av snickerifirman J.N. Virtanen 1967, hade 38 stämmor och utökades 1989. Församlingen ansåg att en renovering av orgeln skulle bli för dyr i förhållande till nyttan och beslutade att köpa en ny orgel. Den gamla orgeln såldes och finns numera i Oulun Rauhanyhdistys samlingshus.